# جزيرة السينية
جزيرة السينية هي أكبر جزر إمارة أم القيوين من حيث المساحة بطول يبلغ نحو 8 كيلومترات، وتقع على بعد 1 كيلومتر شرق مدينة أم القيوين، يفصل بينهما خور أم القيوين. وتعد جزيرة السينية موطنًا رئيسيًّا للعديد من الطيور المهاجرة بسبب توفر الملاذ الآمن لهذه الطيور أثناء هجرتها، مثل: النحام الوردي والغاق السقطري والنوارس والحسنى. ويأتي طائر الغاق السقطرى (اللوه) على شكل أسراب إلى الجزيرة ليتكاثر فيها ويكون مستعمرات للتزاوج والتكاثر، حيث تقوم هذه الطيور ببناء أماكن وأعشاش لتضع صغارها، وتتميز بقدرتها الفائقة على الغطس بحثًا عن غذائها المتمثل في الأسماك.
وتحمل الجزيرة قيمة تاريخية كبيرة، حيث استوطنها أهالي المنطقة قديمًا، وتمتاز بأهميتها الأثرية والتراثية البارزة كونها تحتضن العديد من المواقع الأثرية المتنوعة. وتشمل هذه المواقع: موقع دير السينية، ومدينة أم القيوين القديمة، ومدينة صيد اللؤلؤ، والمقابر الإسلامية، والتلال الصدفية والأبراج.
ويعود تاريخ دير السينية إلى مابين القرنين السادس والثامن الميلاديين، ويتكون الدير من مجموعة من الأبنية وكنيسة وغرف للرهبان، ويعتبر هذا الدير هو الثاني الذي يتم اكتشافه من بعد دير جزيرة صير بني ياس. كما أسفرت عمليات التنقيب في الموقع عن اكتشاف مجموعة من الأواني الفخارية التي يعود تاريخها إلى القرنين الخامس والسادس الميلاديين والمستوردة من بلاد مابين النهرين.

## مشاريع مستقبلية
أعلنت حكومة أم القيوين عن مشروع تطوير بقيمة 2.47 مليار درهم سيضيف بنية تحتية رئيسية، بما في ذلك العقارات الترفيهية والفندقية والسكنية إلى الجزيرة الغير مأهولة حاليًا. ويتضمن المشروع إنشاء جسر ثلاثي المسارات في اتجاهين بين البر الرئيسي والجزيرة، لكون الجزيرة موقع مهم بيئيًا وأثريًا وموطنًا لواحدة من أكبر مستعمرات طائر الغاق السقطري المتبقية في العالم.

## انظر أيضاً

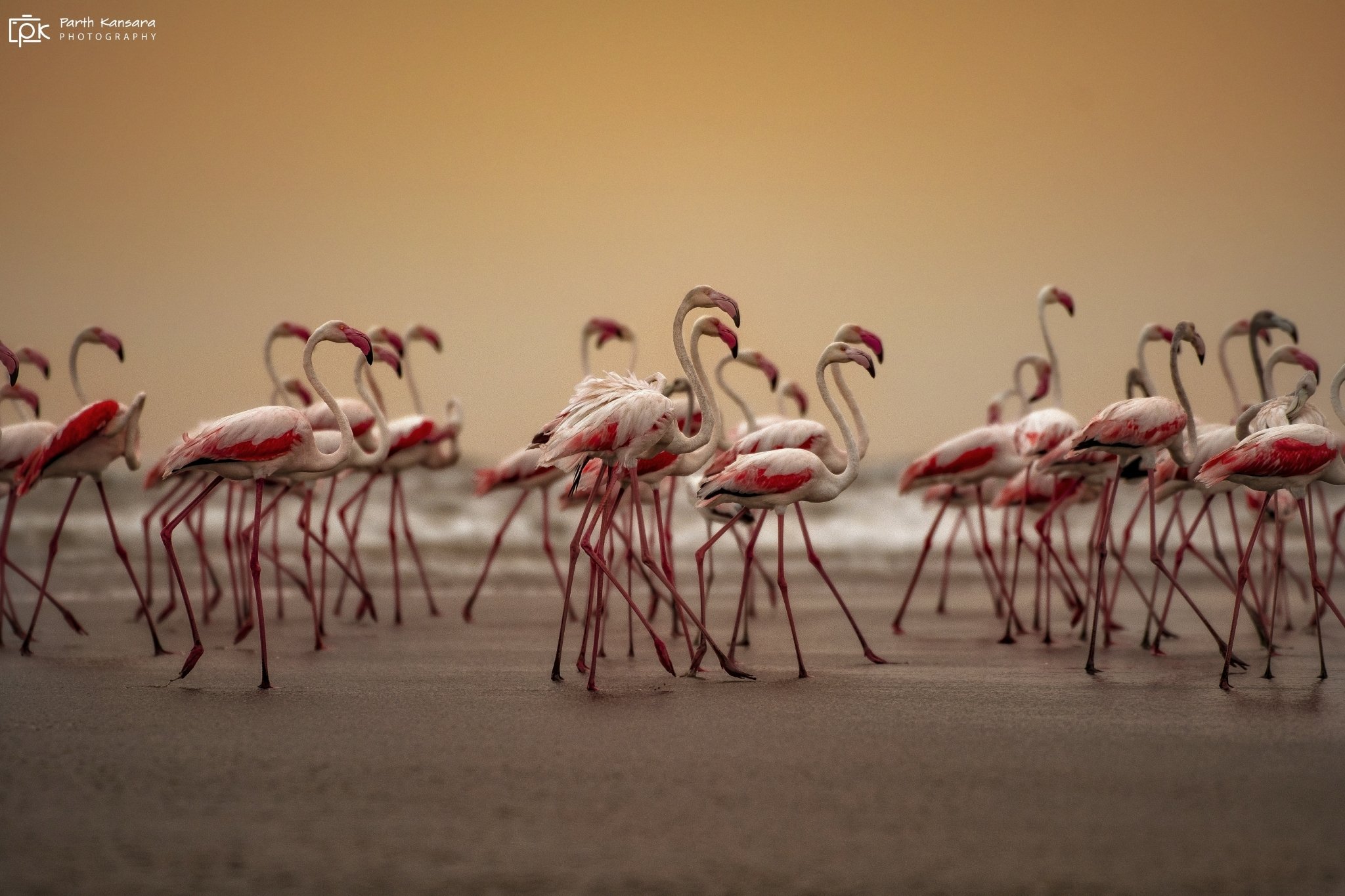
طائر الفلامنغو

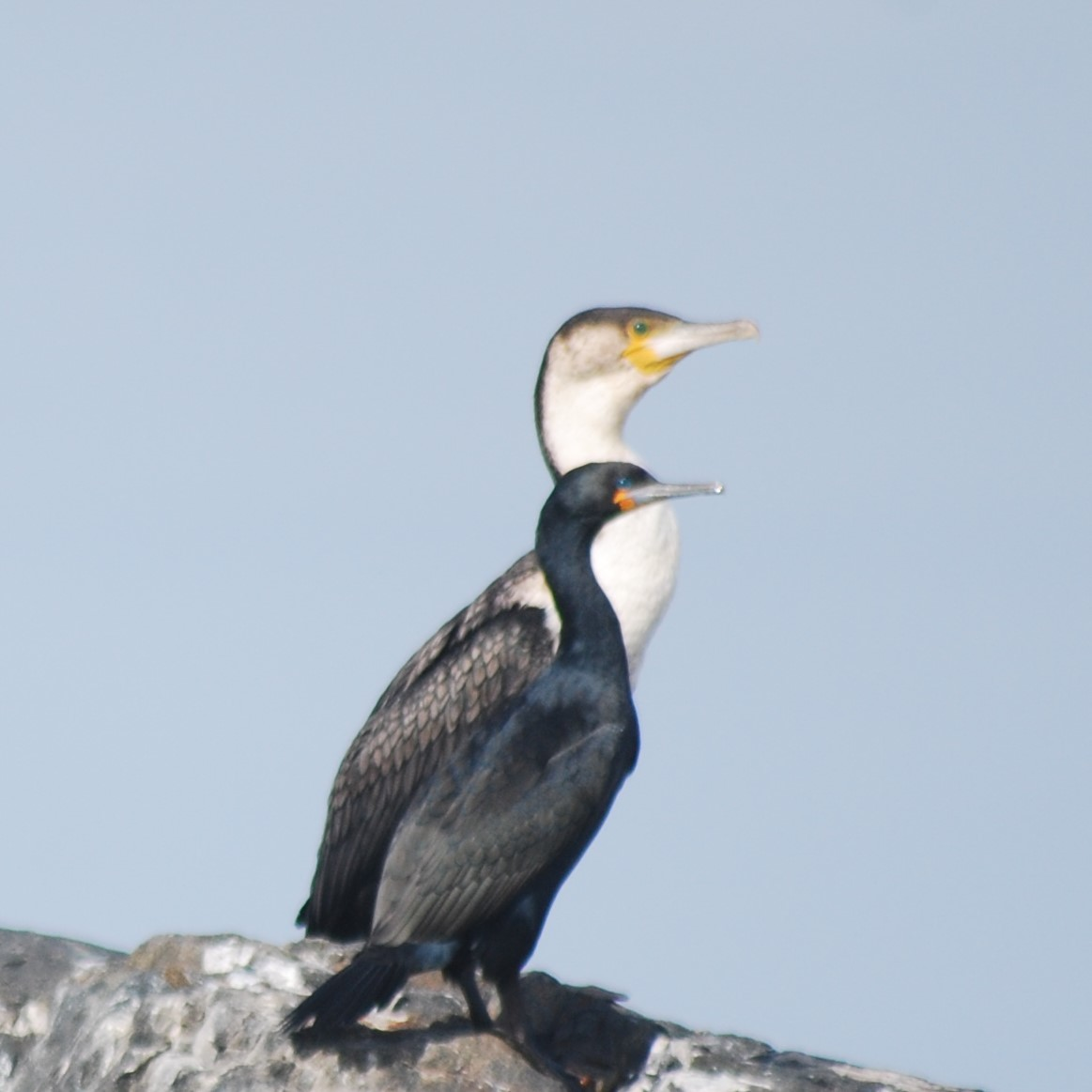
طيور الغاق

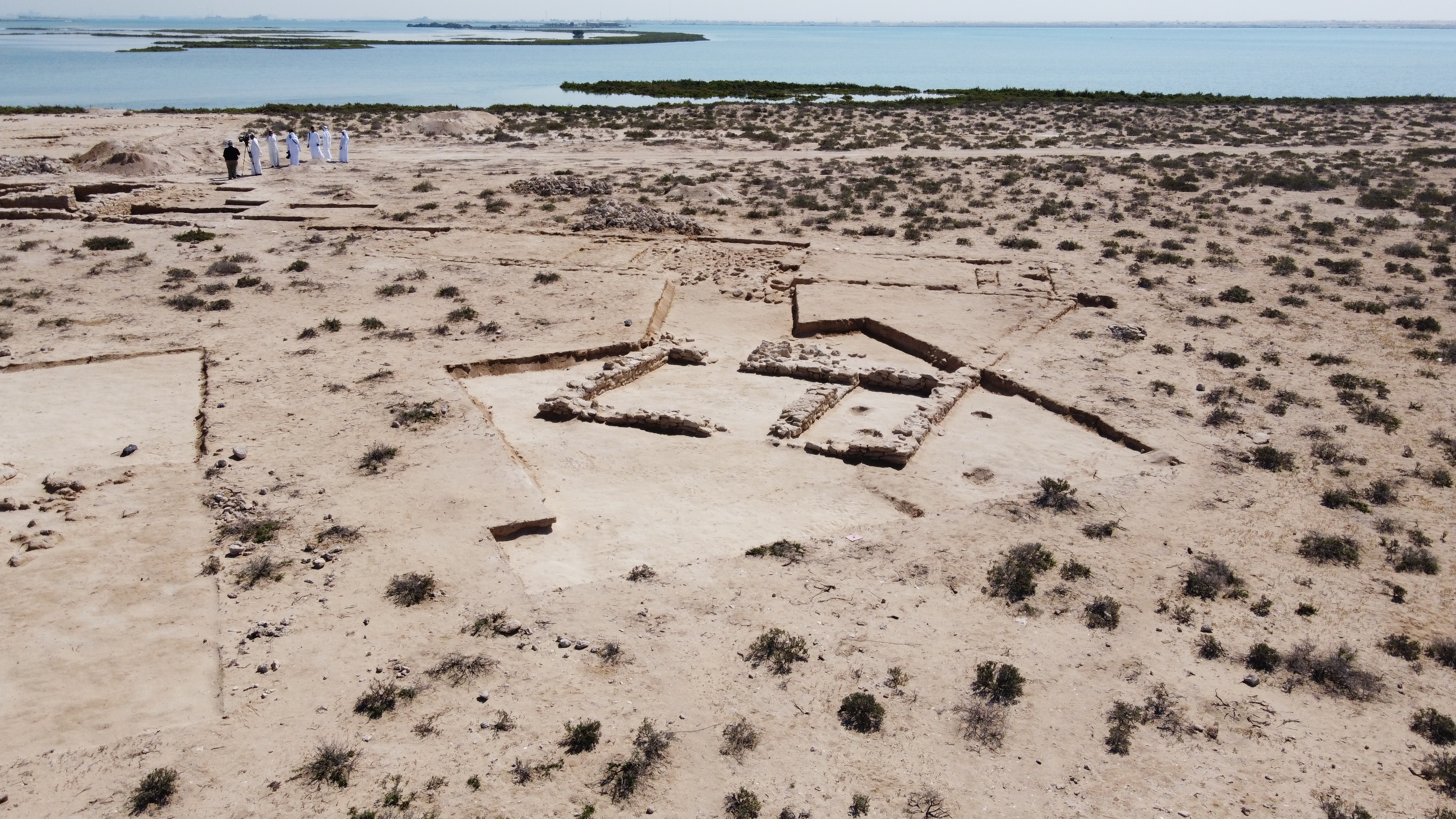
آثار مباني قديمة في جزيرة السينية